# Hans Litten
 (juin 2013).
Si vous disposez d'ouvrages ou d'articles de référence ou si vous connaissez des sites web de qualité traitant du thème abordé ici, merci de compléter l'article en donnant les références utiles à sa vérifiabilité et en les liant à la section « Notes et références ».
Hans Achim Litten, né le 19 juin 1903 à Halle (Saale) et mort le 5 février 1938 à Dachau au camp de concentration de Dachau, est un avocat allemand antinazi, célèbre pour avoir convoqué à la barre Adolf Hitler, alors leader du NSDAP, lors d'un procès mettant en cause en 1931 des activistes nazis. 

## Biographie
Il est le fils de Fritz Litten (1873-1938), juriste issu d'une famille juive, mais converti au luthéranisme, professeur de droit à l'université de Königsberg, puis recteur de cette institution (la famille s'installe à Königsberg dès 1906). Hans Litten est baptisé, mais est ensuite intéressé par ses origines juives : adolescent, il étudie l'hébreu, qu'il choisit comme matière d'examen pour son Abitur. 
Sous la République de Weimar, il défend les droits des ouvriers.
Entre 1929 et 1932, il défend des opposants au nazisme lors d'importants procès politiques. Il devient célèbre, en 1931, en convoquant Adolf Hitler, alors leader du NSDAP, à la barre des témoins dans le cadre d'un procès mettant en cause des activistes nazis de la section 33 de la SA qui ont blessé par balle des militants communistes. Litten lui fait subir un contre-interrogatoire de près de trois heures; Hitler sort tellement ébranlé de cette épreuve qu'il interdit à quiconque de mentionner le nom de l'avocat en sa présence. 
Hitler, devenu chancelier du Reich le 30 janvier 1933, fait arrêter Litten durant la nuit de l'incendie du Reichstag (28 février 1933), en même temps que d'autres avocats, des écrivains, tels Ludwig Renn, Carl von Ossietzky, des journalistes, tel Erich Baron. Un de ses amis, Erich Cohn-Bendit, le père de Daniel Cohn-Bendit, décide alors de quitter l'Allemagne pour se réfugier en France.
Litten passe les cinq années suivantes dans différents camps de concentration. Il meurt le 5 février 1938 dans le camp de concentration de Dachau.

## Vidéographie
- (en) [vidéo][Production de télévision] « Hans Litten vs Adolf Hitler: To Stop a Tyrant »Mark Hayhurst sur BBC, 2011, 60 minutes, BBC (consulté le 1er septembre 2024)